# Андерсен, Петер Виллемос
Петер Виллемос Андерсен (дат. Peter Villemoes Andersen; 9 апреля 1884, Højby, Зеландия — 25 сентября 1956, Egebjerg, Зеландия) — датский гимнаст, серебряный призёр летних Олимпийских игр 1912 года в командном первенстве по шведской системе.